# ریمند لئو برک
 ریمند لئو برک (انگلیسی: Raymond Leo Burke؛ زادهٔ ۳۰ ژوئن ۱۹۴۸) یک کاردینال کلیسای کاتولیک اهل ایالات متحده آمریکا است.